# Pascale Lamche
Pascale Lamche, née en juillet 1960 est une réalisatrice franco-sud-africaine, d’origine franco-anglaise. Elle est connue pour avoir réalisé plusieurs films salués par la critique, dont Stalingrad, Black Diamond, Pakistan Zindabad, French Beauty, Sophiatown et Winnie. Outre la réalisation de films, elle est également productrice, scénariste et directrice de la photographie.

## Biographie
Née en juillet 1960, elle obtient une licence d'histoire moderne à l'université du Sussex et à la Sorbonne. Elle commence ensuite sa carrière cinématographique à Londres, au centre cinématographique indépendant Cinema Action, et travaille pour l’European Script Fund en 1989. Puis elle s' installe à Paris pour créer ICONE, une entreprise de coproduction de films et de télévision. Elle a  l'occasion de travailler à Londres et à Paris en tant que productrice et réalisatrice indépendante. Elle accompagne la société de production Little Bird dans la réalisation de documentaires. Elle rejoint ensuite la Cie Phares et Balises et devient directrice des coproductions internationales pour Cameras Continentales. Elle réalise des films dans le domaine de la mode, avec et pour Alexander McQueen ainsi que pour le groupe Gucci.
Elle réalise également des documentaires et des séries en tant que scénariste-producteur et scénariste-réalisateur pour de nombreux radiodiffuseurs internationaux. Elle participe à des séries télévisées en tant que productrice.
En 2003, elle réalise Sophiatown, sur ce quartier de Johannesbourg qui fut un foyer de résitance à l’apartheid. Ce filmi est salué par la critique. Elle enchaîne avec d’autres réalisations et directions de films, telles que Accused #1: Nelson Mandela en 2004, French Beauty en 2005, L’art et la manière en 2006, Pakistan Zindabad: Longue vie au Pakistan en 2007,, Black Diamond en 2008,,, et Stalingrad : Plus un pas en arrière en 2015. En 2017, elle réalise le film documentaire Winnie, qui traite de la vie de Winnie Madikizela-Mandela et de sa lutte pour faire tomber l'apartheid en Afrique du Sud,. Cette année-là, elle remporte le prix de la meilleure réalisatrice pour un documentaire international au Festival du film de Sundance.